# كأس سيشل
كأس سيشل (بالإنجليزية: Seychelles FA Cup)‏ (بالفرنسية: Coupe des Seychelles de football)‏ ، هي بطولة رسمية لكرة القدم في سيشل ، تشارك فيه أندية سيشل المرخصة من اتحاد كرة القدم المحلي، أسست سنة 1987.

## تاريخ
فاز نادي سان ميشيل بالكأس سنوات : 1997, 1998, 2001, 2006, 2007, 2008, 2009, 2011, 2013, 2014, 2016.

## مصدر
1. ↑  "Seychelles - List of Cup Winners". RSSSF. مؤرشف من الأصل في 2018-01-10. اطلع عليه بتاريخ 2011-11-12.